# Crécy-Couvé
Crécy-Couvé is een gemeente in het Franse departement Eure-et-Loir (regio Centre-Val de Loire) en telt 281 inwoners (1999). De plaats maakt deel uit van het arrondissement Dreux.

## Geografie
De oppervlakte van Crécy-Couvé bedraagt 6,6 km², de bevolkingsdichtheid is 42,6 inwoners per km².
De onderstaande kaart toont de ligging van Crécy-Couvé met de belangrijkste infrastructuur en aangrenzende gemeenten.

## Demografie
Onderstaande figuur toont het verloop van het inwonertal (bron: INSEE-tellingen).